# Casa de Câmara e Cadeia

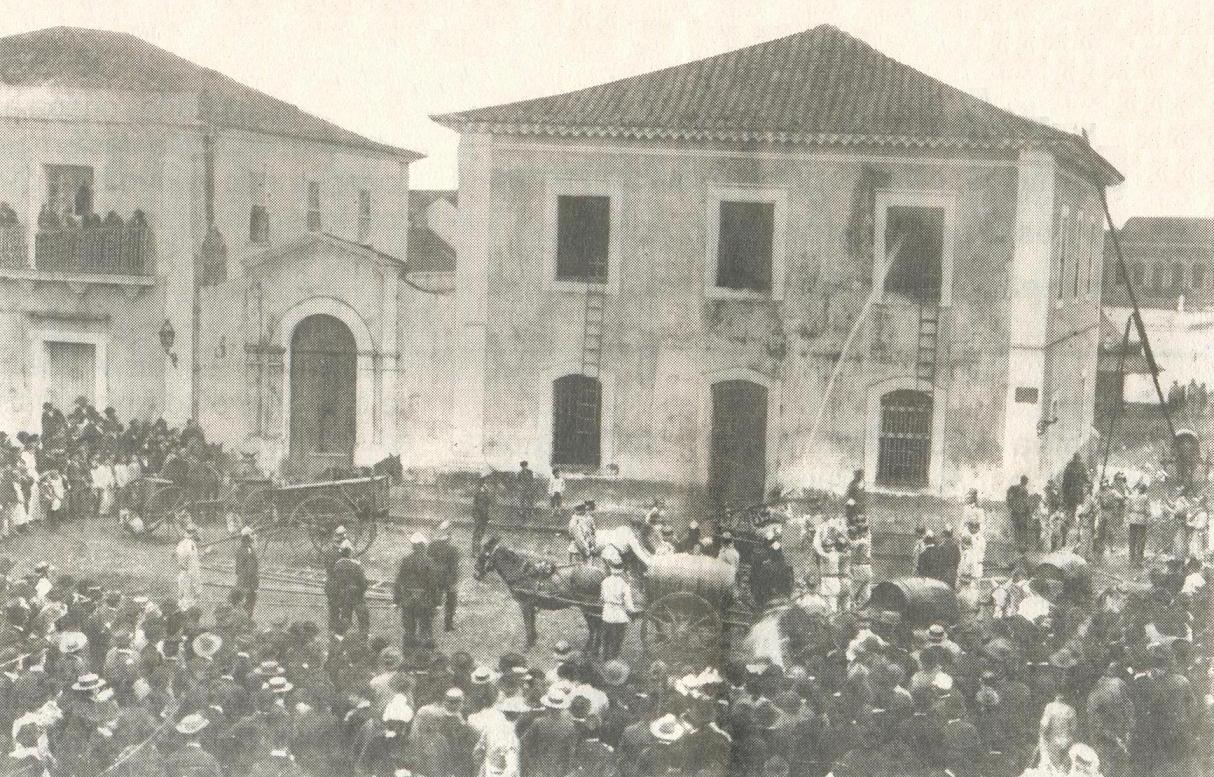
Cadeia Pública de Curitiba. Incêndio em 1897.

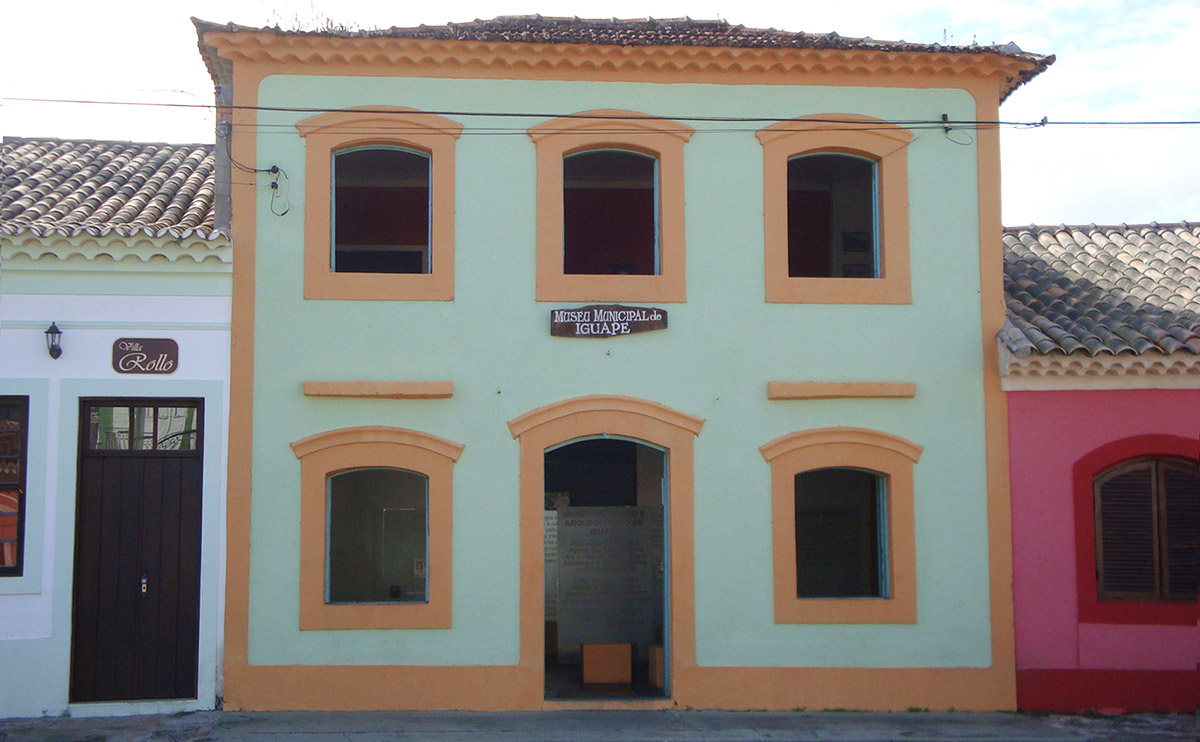
Estabelecida em 1653, a Casa de fundição, já serviu como quartel e Casa da Câmara e Cadeia, atualmente abriga o Museu Municipal de Iguape.

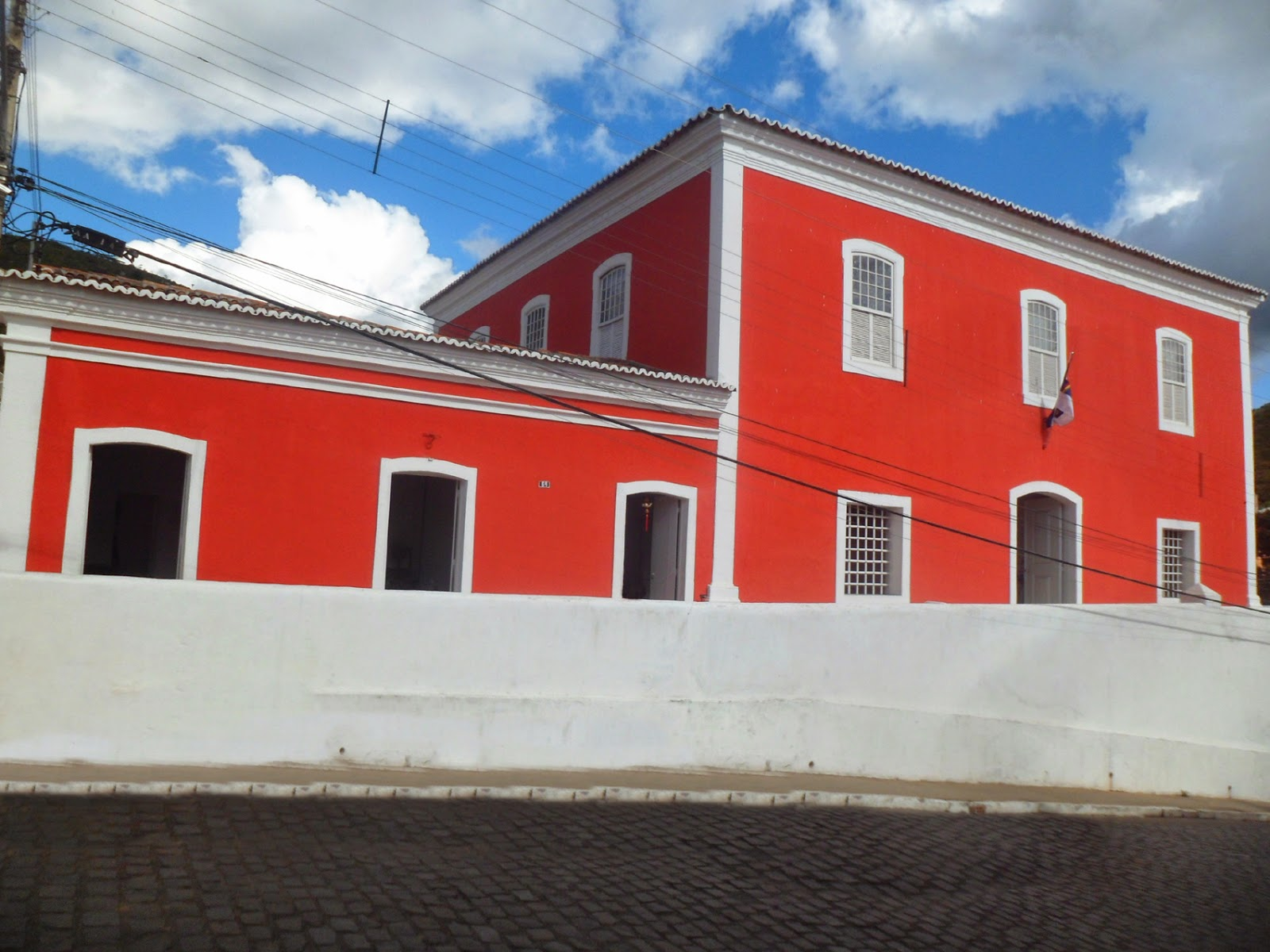
Casa da Câmara e Cadeia do Brejo da Madre de Deus. Foi projetada pelo engenheiro Louis Léger Vauthier; desde 1847 o edifício foi ocupado por várias repartições públicas, atualmente abriga um centro cultural.

Casa da Câmara e Cadeia ou Casa de Câmara e Cadeia era o edifício no período do Brasil Colônia e parte do período imperial onde estavam instaladas os órgãos da administração pública municipal.
Abrigava, em geral, a Câmara Municipal e os órgãos a ela ligadas, como a Câmara dos Vereadores, o juiz de fora, o presidente da Câmara, o procurador, o juiz de Direito e o tribunal, a guarda policial (chamada de "milícia") e a cadeia pública.
Os edifícios da Casa da Câmara e Cadeia ficavam no centro da vila ou cidade, no largo do pelourinho, ou no chamado "rossio". O prédio continha na maioria das vezes, dois pavimentos, várias salas e um plenário para reuniões dos vereadores e para julgamentos (sempre no segundo andar), sendo que no primeiro pavimento ficava a cadeia e a guarda. Em vários casos, as Casas de Câmara e Cadeia eram a única edificação pública na vila, funcionando assim como símbolo do poder público.
No período imperial, as Casas de Câmara e Cadeia foram se esvaziando, com a Constituição de 1824, o Código Criminal e o Ato Adicional, pois a autoridade municipal perdia competências judiciais e de polícia repassadas as Províncias, fazendo que abrigassem apenas a Câmara dos Vereadores e o presidente da Câmara, fazendo com que nas cidades ganhassem novos prédios públicos, que rivalizassem com ela, como os fóruns e a delegacias de polícias.
É importante acrescentar que, várias casas de Câmara e Cadeia passaram a se chamar Paço Municipal, abrigando simultaneamente o legislativo municipal e o executivo, ou Prédio da Câmara ou Casa dos Vereadores, quando abrigassem apenas o legislativo.
Ainda ao longo do período imperial e no início do período republicano foram reformadas ou derrubadas para construir em seu lugar novos prédios públicos para sede das Câmara dos Vereadores, ou das prefeituras, como foi o caso de Niterói, que se construiu em 1914, sobre a demolida Casa de Câmara e Cadeia, de 1824, o Paço Municipal de Niterói. Em várias cidades brasileiras anteriores a República, vários prédios públicos centrais, são resultados de reformas ou herdeiros de Casas de Câmara e Cadeia, como o caso na cidade do Rio de Janeiro, do Palácio Tiradentes, antiga Câmara dos Deputados, atual Assembléia Legislativa do Rio de Janeiro, e do Palácio do Conde dos Arcos, antigo Senado Imperial, atual Faculdade Nacional de Direito da UFRJ.